# Annette Essers
Annette Essers (Groningen, 21 mei 1925 - omgeving Elburg, 25 september 2019) was een Nederlandse sopraan en schilderes.

## Biografie
Jansje Dieuwke ten Berge werd geboren in Groningen in een muzikaal gezin van kantoorbediende en later directeur van een drankfabriek (Ranja) Cornelius Henricus Antonius (Kees) ten Berge (tevens amateurmusicus en tekenaar) en Jacoba Wilhelmina Gejas. Haar broer Kees ten Berge was organist en leider van een muziekschool. 
Haar middelbareschoolopleiding volgde ze aan de Meisjes-HBS aan de Hofstraat, alwaar zangeres Marthy Veenhuizen haar les gaf. De opleiding leidde naar een studie Letteren en kunstgeschiedenis aan de Universiteit Groningen. Ze werd er lid van studentenverenigingen Magna Peter en Bragi en maakte daar kennis met Fenny Wolfis met wie ze muziek maakte. .
Echter, al vanaf jonge leeftijd zong ze in kindermusicals, bijvoorbeeld bij de "Christelijke Jeugd Organisatie". Op vijftienjarige leeftijd won ze in het kader van haar pianostudie een prijs. Onder leiding van componiste Erna Jurgens studeerde ze voor het Staatsexamen. Vanaf haar zeventiende nam Annette Essers zangles, eerst volgens de Duitse klankmethode via de Musikhochschule van Keulen en later volgens de Franse klankmethode van Charles Panzéra. Na een studie Schoolmuziek en Koordirectie zette ze haar zangstudie voort bij de bas Guus Hoekman, waardoor ze meer op het gebied van opera thuis raakte.
Annette Essers gaf muzieklessen aan diverse scholen en als privédocente geeft ze onder meer zangles. Ze was ook enige jaren adjunct-directrice van een Huishoudschool (Lager Huishoud- en Nijverheidsonderwijs) Daarnaast schrijft ze muziek- en beeldende kunstrecensies voor kranten. Ook op andere terreinen is ze actief: Annette Essers schrijft columns, gedichten, haiku's en ze schildert en schreef  artikelen over exposities in de Elburger Courant. In 1993 maakte ze, naar aanleiding van haar vijftigjarig jubileum als solozangeres, een muziekcassette die in 1997 op CD verscheen. In 2003 maakte Annette Essers met haar muziekvrienden en een aantal leerlingen een CD naar aanleiding van haar zestigjarig jubileum. Ook is Annette Essers erelid van Stichting Randmeerconcerten, waar ze nog steeds concerten voor recenseert. Ze is dan al jaren woonachtig in Elburg. De plaatselijk omroep wijdt een kleine documentaire aan haar in verband met haar negentigste verjaardag, ook het plaatselijk nieuwsblad doet dat.
Ze huwde in 1951 met predikant en auteur Bénard Essers, haar man overleed in 1960. Zoon Guus Essers is (amateur)pianist in en om Apeldoorn. 

## Cd's

### Solozang
- World Christmas Songs, HOVO Records, 1994
- Als de ziele luistert VOL I, HOVO Records, 1996
- Annette Essers live in concert HOVO Records 1997 (Deze CD is eerder verschenen als muziekcassette n.a.v. jubileum 50 jaar solozang)
- Yerushala`im VOL II, HOVO Records, 1998
- Een nieuwe morgen 60 jaar solozang, HOVO Records, 2003
- Kerst met Egbert Juffer, HOVO Records, 2010 (Deze CD is als hommage opgedragen door Egbert Juffer aan Annette Essers. Op dit album zijn ook opnamen van Annette Essers te beluisteren.)

### Piano
- Kinderklanken met zang en spel, met bas-bariton Ronald van Rijswijk, 2004
- Voor Nederland een lied, met bas-bariton Ronald van Rijswijk, 2007